# Сухар (річка)
Суха́р — річка в Українських Карпатах, у межах Міжгірського району  Закарпатської області. Ліва притока Тереблі (басейн Тиси).

## Опис
Довжина 14 км, площа водозбірного басейну 69 км². Похил річки 41 м/км. Річка типово гірська, зі швидкою течією, кам'янистим дном та численними перекатами. Долина вузька (переважно V-подібна), у верхній та середній течії заліснена. Річище слабозвивисте.

## Розташування
Сухар бере початок на північний схід від села Колочава, при північно-східних схилах гори Ясновець (масив Внутрішні Горгани). Тече між хребтами Пишконя і Стримба спершу на південь, далі — переважно на південний захід, у пригирловій частині — на захід. Впадає до Тереблі при південно-західній околиці села Колочава.
Над річкою розташована частина (в тому числі центральна) села Колочава.